# Longhi (famiglia)
I Longhi (o Lunghi o Longo) furono una famiglia di architetti, proveniente dalla Lombardia e attiva a Roma  nel XVI e nel XVII secolo, in un periodo di trasformazione caratterizzato da una particolare "magnificenza" (manierismo) che preannuncia l'architettura barocca.

## Principale esponenti

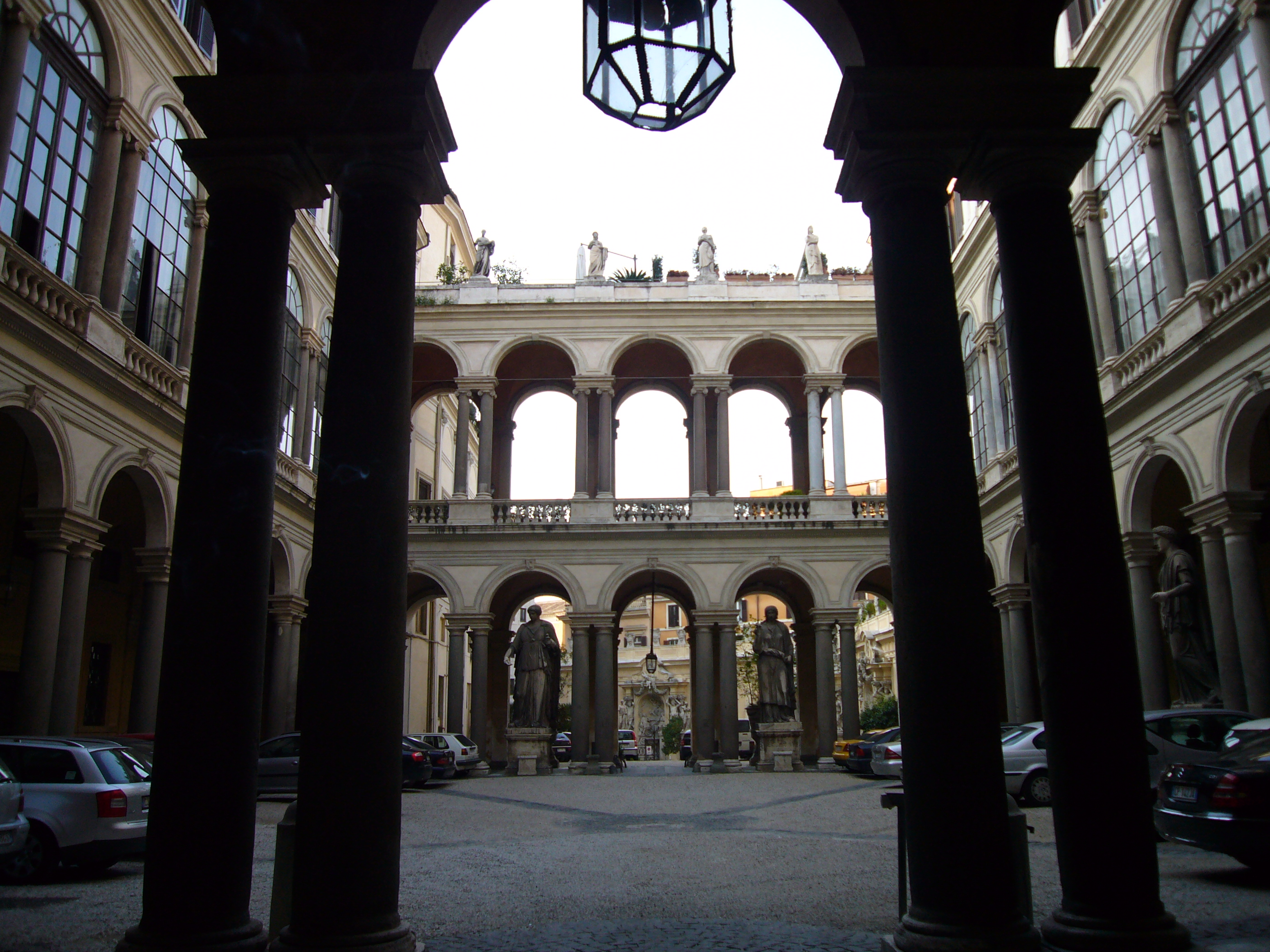
Roma, Palazzo Borghese, cortile interno (opera di Martino il vecchio)

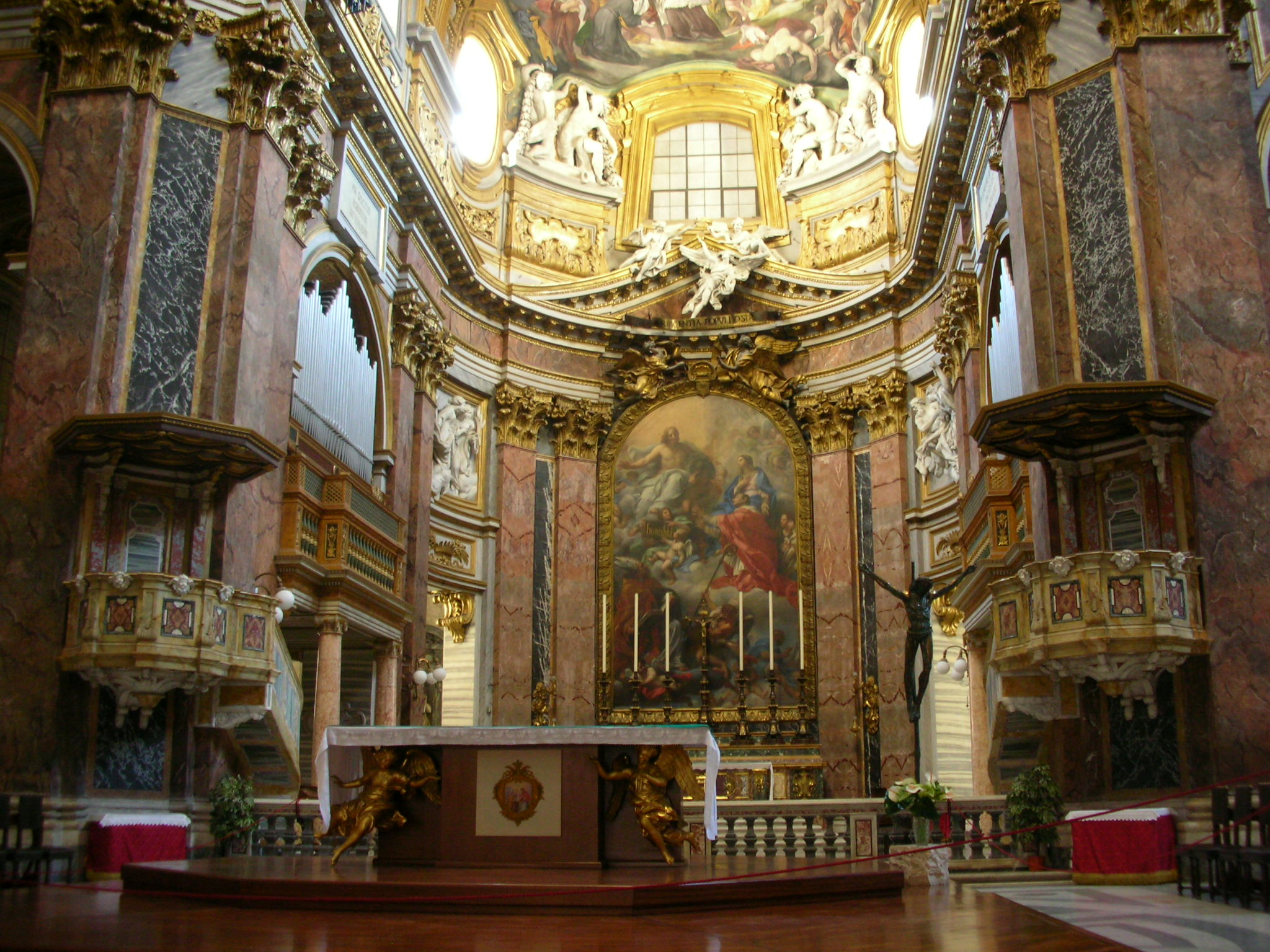
Roma, Altare maggiore della chiesa di S. Carlo al Corso (opera di Onorio Martino)

Roma, Scala Caetani a Palazzo Ruspoli (opera di Martino il giovane

- Martino il vecchio (Viggiù, 1534 - Roma, 1591), il capostipite, lavorò a Roma a partire dal 1573 come architetto papale sotto la sovrintendenza di Giacomo Della Porta, dopo un periodo trascorso in paesi di lingua tedesca. Progettò numerosi edifici nei quali è possibile spesso osservare segni di un evidente sperimentalismo. La sua opera più nota è Palazzo Borghese: qui Martino Longhi ideò un cortile, struttura chiusa in età rinascimentale, in un elemento aperto verso il passaggio esterno attraverso un colonnato a due ordini sovrapposti, tuscanico al primo piano e ionico al secondo. Ebbe tre figli maschi (Onorio Martino, Decio Leonoro e Antonio Simone) il primo dei quali ricevette dal padre il compito di portare a termine le opere incompiute.
- Onorio Martino (Viggiù, 1568 - Roma, 1619), figlio primogenito di Martino il Vecchio, ebbe anche una solida cultura umanistica: si laureò in giurisprudenza alla Sapienza, scrisse  componimenti poetici e fu accolto all'Accademia di San Luca e all'Accademia degli Umoristi assieme a suo fratello Decio. Fu molto attivo, soprattutto come architetto civile, a Roma e in Lombardia durante la dominazione spagnola. L'attività di Onorio è più discontinua di quella del padre, ma caratterizzata da una vena creativa originale particolarmente evidente, per esempio, nella cappella col sepolcro del cardinale Santori a San Giovanni in Laterano, di forma ellittica, o nell'impianto della basilica dei Santi Ambrogio e Carlo al Corso, senza transetto e con un deambulatorio dietro l'altare maggiore.
- Martino il giovane (Roma, 1602 - Viggiù, 1660), figlio di Onorio, ebbe come il padre una ottima preparazione giuridica e umanistica, continuò l'opera del padre (morto in giovane età) e accolse più degli altri suoi familiari le nuove forme espressive proto-barocche. Progettò fra l'altro la chiesa dei Santi Vincenzo e Anastasio a Trevi, su incarico del cardinal Mazarino. La sua Scala Caetani a Palazzo Ruspoli è considerata una delle quattro meraviglie di Roma.